# یدالله خلیلی
یدالله خلیلی (زاده ۱۳۳۰ در تهران) سرتیپ دوم خلبان اف-۱۴ تام‌کت نیروی هوایی جمهوری اسلامی ایران بود. او چند روز پیش از جنگ ایران و عراق بدون موشک و تنها بوسیله مسلسل ۲۰ میلیمتری جنگندهُ تام کت، با ۷ فروند جنگندهٔ میگ-۲۱ عراقی درگیر شده و آن‌ها را از آسمان ایران فراری داد. همچنین وی دارای رکورد طولانی‌ترین زمان پرواز بی‌وقفه با جنگنده در ایران است. او تنها در یک پرواز با ۸ بار سوختگیری هوایی تقریباً ۱۲ ساعت گشت هوایی انجام داده‌است.